# Clyde Steamship Company

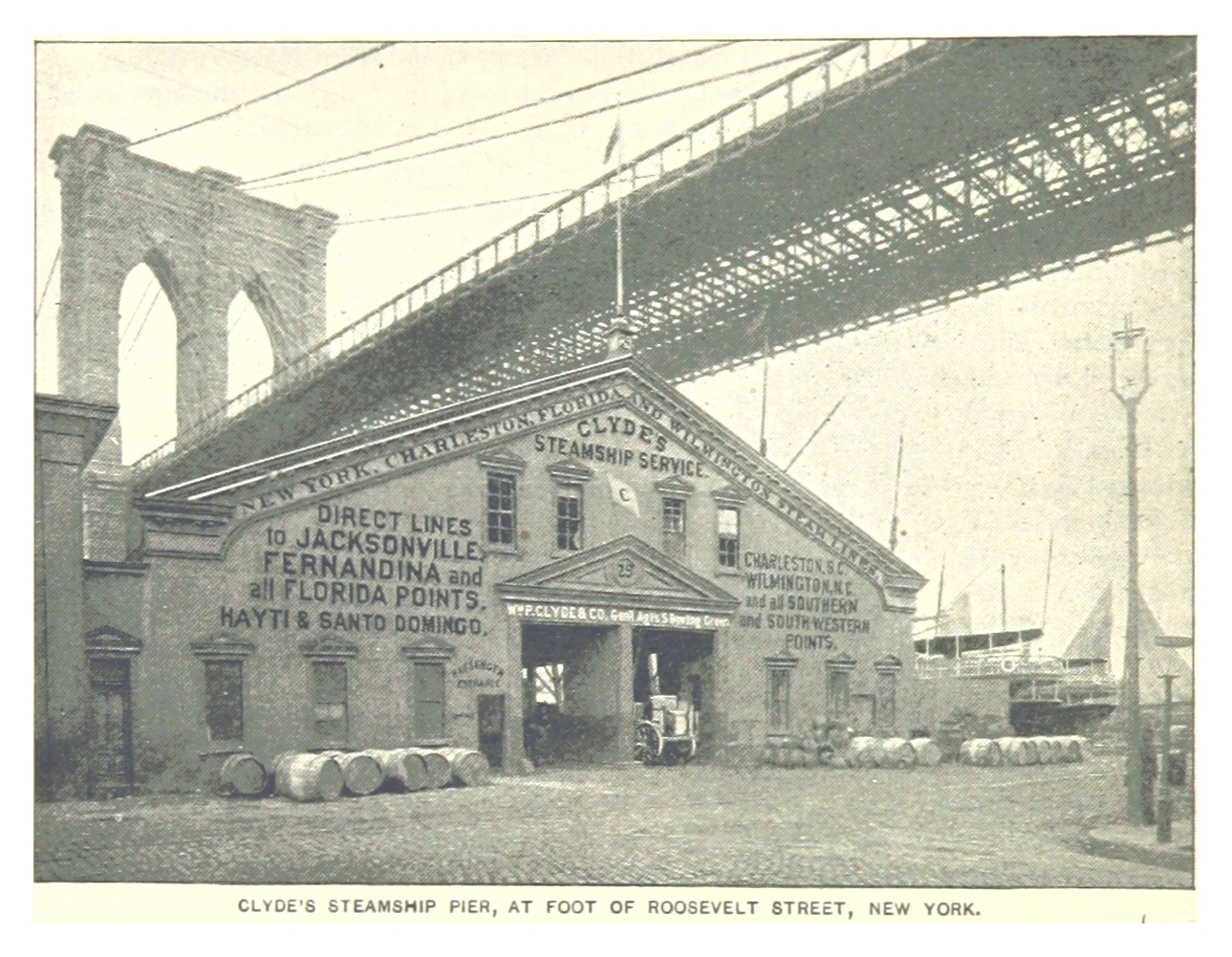
Jetée de la Clyde Steamship Company sur Roosevelt Rue en 1893

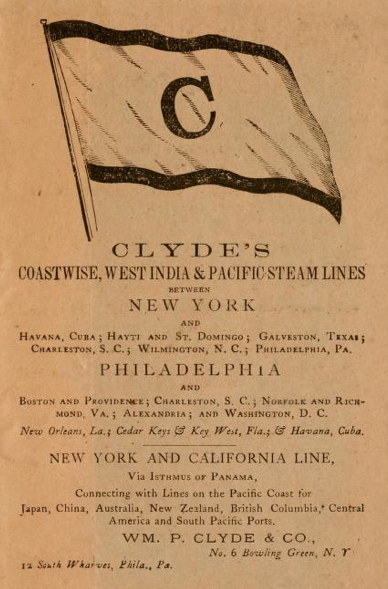
Publicité de la Clyde en 1876

La Clyde Steamship Company ou Clyde's était une compagnie navale de bateaux à vapeur reliant la Ville de New York à la Floride, Boston et Providence, de Cuba, de la Nouvelle-Orléans et quelques autres quais. 

## Histoire

### Fondation
William P. Clyde organise la société en 1874 et fait l'acquisition de divers navires notamment les vapeurs Beverly, Bristol, Philadelphie, Alliance, A. C. Stimers (probablement nommé en référence à Alban C. Stimers (en)), May-Flower, Ann Eliza (probablement en référence à  Ann Eliza Young (en)) et les barges (channelboats) City of Buffalo et Catherine Moan.
En 1882, la compagnie possède des lignes le long de la côte ouest de la Floride, à la Nouvelle-Orléans, jusqu'à Key West et la Havane. 
En 1899, la Clyde's possède des lignes de New York à Wilmington et Brunswick, de New York à Philadelphie, Philadelphie à Norfolk, de New York aux Antilles, de Boston, Providence et New York vers Jacksonville, en Floride, ainsi que la ligne du fleuve St John. Les lignes des vapeurs étaient connectées à des lignes de chemin de fer en Floride. Frederick Douglass parle de ses relations avec la société dans son autobiographie et décrit ses tentatives d'ouverture d'une ligne avec Haïti.
En 1902, la société a annonce des traversées tri-hebdomadaire de Jacksonville à New York, avec un arrêt à Charleston, en Caroline du Nord ainsi que de sa ligne sur le fleuve Saint Johns  (avec le vapeur Ville de Jacksonville) aux voies de Providence et Boston.

### Fusion
En 1906, la famille Whitney vend ses parts de la Metropolitan Steamship Company à Charles W. Morse. Il organisa alors en janvier 1907 la Consolidated Steamship Company, la société de holding pour la Eastern Steamship Company, Metropolitan Steamship Company, Clyde Steamship Company et Mallory Steamship Company.